# Boujailles
 Boujailles  es una comuna y población de Francia, en la región de Franco Condado, departamento de Doubs, en el distrito de Pontarlier y cantón de Levier.
Su población en el censo de 1999 era de 371 habitantes.
Está integrada en la Communauté de communes du Plateau de Frasne et du Val de Drugeon .

## Demografía
| 473 | 431 | 368 | 413 | 354 | 371 |
| Para los censos de 1962 a 1999 la población legal corresponde a la población sin duplicidades (Fuente: INSEE [Consultar]) |     |     |     |     |     |